# Kantschalan (Fluss)
Der Kantschalan (russisch Канчалан) ist ein Fluss im Autonomen Kreis der Tschuktschen in Nordost-Sibirien.
Der 426 km lange Fluss durchfließt eine gering besiedelte Tundra-Landschaft im Nordosten des Anadyrtieflands in südlicher Richtung, bevor er in den Kantschalan-Liman, einer nördlichen Seitenbucht des Anadyr-Ästuars, mündet. Der Kantschalan entwässert ein Gebiet von 20600 km².
Wichtigste Nebenflüsse sind von rechts Tnekweiem und Impeneikuiym. Wenige Kilometer vor seiner Mündung passiert der Fluss die gleichnamige Siedlung Kantschalan. Im Ästuar des Kantschalan halten sich regelmäßig Beluga-Wale auf.
Der Fluss ist zwischen Mitte Oktober und Anfang Juni gefroren.
Die unteren 50 km sind schiffbar.